# Коротковолновый интернет-протокол
Коротковолновый интернет-протокол, высокочастотный интернет-протокол (англ. High Frequency Internet Protocol, HFIP, HF-IP) — протоколы, обеспечивающие передачу данных через КВ-радиосвязь в Интернет, такие, как чат, www и электронная почта. Обычно связан с автоматическим установлением соединения (ALE). HFIP обычно использует ионосферное распространение радиоволн для формирования глобальной сети, которая может простираться на тысячи километров. КВ-трансиверы, работающие в режиме HFIP, обычно имеют мощность 20-150 Вт для портативных или мобильных устройств и до примерно 2 КВт для базовых станций высокой мощности, связанных с серверами HFIP.
Одним из примеров HFIP является STANAG 5066.
Любительская радиосеть HFIP под названием HFLINK использует ALE для инициации передачи данных с частотной манипуляцией ARQ 8FSK и сигналами фазовой манипуляции PSK.